# منبه (علم النفس)

في علم النفس، المنبه هو طاقة مغيرة محسوسة بأعضاء الحس، قد تكون صوتا أو ضوء.
في النظرية السلوكية ونظرية الإشراط الكلاسيكي، المنبه يؤسس قاعدة السلوك والذي يؤسس قاعدة للإدراك الحسي وعلم النفس الإدراكي.